# Irlanda nos Jogos Olímpicos de Verão de 1980
A Irlanda competiu nos Jogos Olímpicos de Verão de 1980, realizados em Moscou, União Soviética.